# 下阿尔特艾希修道院教堂
下阿尔特艾希修道院教堂（Abtei- und Pfarrkirche Niederaltaich）即圣穆理思圣殿（Basilika St. Mauritius），是罗马天主教的一座修道院教堂兼堂区教堂，位于德国下巴伐利亚行政区下阿尔特艾希，供奉圣穆理思，原为下阿尔特艾希修道院的修道院教堂，自1803年以来还是一座堂区教堂，属于天主教帕绍教区。目前的修道院教堂建于13世纪末、14世纪初，为哥特式风格。